# اقتصاد سومر
يشير الاقتصاد السومري إلى أنظمة التجارة في بلاد ما بين النهرين القديمة. اعتمدت دول المدن السومرية على التجارة بسبب نقص بعض المواد، والتي كان لا بد من جلبها من مناطق أخرى. امتدت شبكاتهم التجارية إلى أماكن مثل عُمان وشبه الجزيرة العربية والأناضول ووادي السند والهضبة الإيرانية. كما اشترى السومريون وباعوا الممتلكات، ولكن لم يكن من الممكن تداول الأراضي المرتبطة بالمعابد. كانت هناك ثلاثة أنواع من الأراضي - نيجينا وكورا وأوروال - وكانت أراضي أورولال فقط هي التي يمكن تداولها؛ تنتمي أرض نيجينا إلى المعبد، بينما تنتمي أرض كورا إلى الأشخاص الذين يعملون في المعبد. داخل سومر، كان بإمكان السومريين استخدام الفضة أو الشعير أو الماشية كعملة.

## التجارة والموارد
كانت التجارة مهمة في المجتمع السومري حيث افتقرت بلاد ما بين النهرين إلى المواد الأساسية مثل الحجر والمعادن والخشب. كان الصوف واللازورد والذهب والنحاس والحديد من الموارد المهمة للغاية في بلاد ما بين النهرين. كما تاجرت بلاد ما بين النهرين مع مناطق في شبه الجزيرة العربية للحصول على البخور والمنتجات الغريبة. ربما كان لدى سومر النحاس والحجر من مصادر بعيدة مثل عُمان. من المحتمل أن الراتنجات من أشجار اللبان والمر استوردوها إلى المدن السومرية من مدن في جنوب عُمان، وأبرزها أوبار، كانت مركزًا تجاريًا لهذه الراتنجات والعديد من طرق التجارة من منطقة ظفار تمر عبر أراضي مجان-سومر. كان السومريون يقدرون هذه الراتنجات لأنه يمكن استخدامها لأغراض عديدة، من الطقوس إلى الأسباب الطبية، وكان الراتنج ذو قيمة عالية. كانت إيران المصدر الرئيسي لمعظم الأخشاب والأحجار والمعادن لبلاد ما بين النهرين. على الرغم من أن الخشب الأكثر قيمة، وهو خشب الأرز، جاء من لبنان. زودت دلمون سومر بالنحاس والعقيق والخرز واللازورد. كما توفر العقيق من حضارة وادي نهر السند، التي كانت لديها أيضًا تجارة نسيج كبيرة مع سومر. يُفترض أن جوديا استوردت العقيق الشفاف من حضارة وادي نهر السند. في أور وكيش وبابل عثر على أختام من وادي نهر السند. زودت أراتا الذهب واللازورد. زودت جزيرة فيلكا وجزيرة تاروت وأوزبكستان بلاد ما بين النهرين بالكلوريت. زودت صغديا اللازورد. زودت منطقة تسمى سو-لاند ومنطقة أخرى تُعرف باسم مردمان الذهب لسومر. من المرجح أن سو-لاند كانت في إيران بينما كانت مردمان في تركيا. زوّدت المناطق المحيطة بنهر كوكجا اللازورد، بينما جاء القصدير من أماكن شرق الهضبة الإيرانية. كما جاءت العديد من الموارد السومرية من الجبال. جاء العقيق من جبل البرز وجبل ملوحا. وجاء اللازورد من جبل دبرة وبدخشان والوند. وكان من الممكن أن تزود هاهوم وجبل باهتار وميلوخا بلاد ما بين النهرين بالذهب. وكانت الزراعة جزءًا بالغ الأهمية من اقتصاد بلاد ما بين النهرين، حيث امتدت التجارة الزراعية إلى الأناضول وإيران. وكان رعي الأغنام والخنازير والماشية، بالإضافة إلى الحبوب، جزءًا مهمًا من الزراعة السومرية. كما اعتمدت الزراعة على صيانة قنوات الري. وقد أُنشئت منظمة مركزية لإدارة الزراعة.

## الملكية
معظم الألواح من سومر التي يعود تاريخها إلى ما قبل سرجون هي سجلات لوجستية للمعبد. ومع ذلك، تُظهر العديد من الألواح المواطنين وهم يشترون ويبيعون الأراضي والممتلكات. وثق أحد الألواح الموجودة في لجش بيع الأراضي للملك، مما يعني أن الملك لا يمكنه مصادرة الممتلكات. تشير ألواح أخرى إلى أن حتى المواطنين الأكثر فقراً كانوا يمتلكون برك أسماك وحدائق ومنازل. كانت معظم الأراضي مملوكة للنبلاء. امتلك النبلاء عقارات كبيرة حيث اشتروا معظم الأراضي من المواطنين الأكثر فقراً. من المحتمل أن المعبد سيطر على الأرض والاقتصاد. كانت المعابد تمتلك أراضي لا يمكن شراؤها أو بيعها أو التصرف فيها. كان هناك ثلاثة أنواع من ممتلكات المعبد. كانت ممتلكات نيجينا هي الممتلكات المخصصة لصيانة المعبد. كانت أرض كورا هي الأرض المخصصة للأشخاص الذين يعملون في المعبد. كانت أرض أورولال هي الأرض الممنوحة للآخرين في مقابل أرض أخرى.

## المال
كان الشعير والفضة المواد التي تستخدمها المؤسسات لتتبع بضائعها. وعادة ما كانوا يفعلون ذلك بسعر ثابت بينهما. كما استخدمت الفضة أيضًا كوسيلة للدفع. وكانت الفضة تستورد من مناجم الفضة في كيبان ودلمون وأرطة ومارحاشي وملكخا وأذربيجان وكرمان. ومن المرجح أن الأناضول كانت أكبر مورد للفضة لسومر. وربما كانت الماشية أيضًا العملة القياسية في سومر. وإذا كانت الماشية هي العملة القياسية، فستدفع الفائدة من خلال الماشية التي تلد. وكان الدين أيضًا جانبًا مهمًا من جوانب التجارة السومرية. وشملت العديد من المعاملات الديون، مثل البضائع المرسلة إلى المعابد. ويمكن سداد الدين بالشعير أو الفضة. كما كانت القروض موجودة أيضًا في الاقتصاد السومري. وكانت القروض الريفية تظهر نتيجة للالتزامات غير المدفوعة لمؤسسة ما. وفي بعض الأحيان كان القادة يلغي جميع الديون الريفية لضمان ألا يصبح الفلاحون فقراء لدرجة أنهم سيحملون السلاح ضد الحكومة. كلمة "الفائدة" في اللغة السومرية هي "ماش"، وهي أيضًا كلمة "عجول". مما يعني أن أسعار الفائدة مستمدة من تكاثر الماشية. وقد يعني أيضًا أن الماشية التي تلد هي التي تدفع الفائدة.